# Doeringiella baeri
Doeringiella baeri là một loài Hymenoptera trong họ Apidae. Loài này được Vachal mô tả khoa học năm 1904.